# کاربنی سیلین
کاربنی سیلین (به انگلیسی: Carbenicillin)
رده درمانی: آنتی‌بیوتیک‌ها پنی سیلین مؤثر بر پسودومونا
اشکال دارویی: قرص و آمپول

## موارد مصرف
مؤثر بر طیف وسیعی از باکتریهای گرم منفی مانند پسودومونا و برخی از گرم مثبت ها. علیه عفونت های ادراری، مننژِیت، عفونت بافت نرم پوست.

## مکانیسم اثر
مانند سایر پنی سیلینها اختلال در سنتز دیواره باکتریها است .

## عوارض جانبی
عوارض گوارشی، اسهال، درد شکم، تهوع و طعم تلخ،امکان نقص در انعقاد در صورت مصرف دوز بالا به خصوص بیماران کلیوی